# Sancheville
Sancheville és un municipi francès, situat al departament de l'Eure i Loir i a la regió de Centre – Vall del Loira. L'any 2007 tenia 770 habitants.

## Demografia

### Població
El 2007 la població de fet de Sancheville era de 770 persones. Hi havia 329 famílies, de les quals 99 eren unipersonals (44 homes vivint sols i 55 dones vivint soles), 99 parelles sense fills, 107 parelles amb fills i 24 famílies monoparentals amb fills.
La població ha evolucionat segons el següent gràfic:
Habitants censats

### Habitatges
El 2007 hi havia 403 habitatges, 331 eren l'habitatge principal de la família, 28 eren segones residències i 44 estaven desocupats. 378 eren cases i 23 eren apartaments. Dels 331 habitatges principals, 262 estaven ocupats pels seus propietaris, 61 estaven llogats i ocupats pels llogaters i 7 estaven cedits a títol gratuït; 2 tenien una cambra, 24 en tenien dues, 62 en tenien tres, 116 en tenien quatre i 127 en tenien cinc o més. 260 habitatges disposaven pel capbaix d'una plaça de pàrquing. A 165 habitatges hi havia un automòbil i a 132 n'hi havia dos o més.

### Piràmide de població
La piràmide de població per edats i sexe el 2009 era:
| Homes | Edats   | Dones |
| ----- | ------- | ----- |
| 0     | 95 o +  | 0     |
| 5     | 90 a 94 | 2     |
| 18    | 85 a 89 | 9     |
| 16    | 80 a 84 | 11    |
| 18    | 75 a 79 | 19    |
| 26    | 70 a 74 | 36    |
| 17    | 65 a 69 | 13    |
| 16    | 60 a 64 | 8     |
| 13    | 55 a 59 | 12    |
| 21    | 50 a 54 | 19    |
| 21    | 45 a 49 | 19    |
| 21    | 40 a 44 | 19    |
| 22    | 35 a 39 | 17    |
| 32    | 30 a 34 | 16    |
| 16    | 25 a 29 | 30    |
| 10    | 20 a 24 | 10    |
| 17    | 15 a 19 | 16    |
| 19    | 10 a 14 | 12    |
| 19    | 5 a 9   | 24    |
| 29    | 0 a 4   | 18    |

## Economia
El 2007 la població en edat de treballar era de 463 persones, 339 eren actives i 124 eren inactives. De les 339 persones actives 320 estaven ocupades (176 homes i 144 dones) i 20 estaven aturades (10 homes i 10 dones). De les 124 persones inactives 55 estaven jubilades, 34 estaven estudiant i 35 estaven classificades com a «altres inactius».

### Ingressos
El 2009 a Sancheville hi havia 335 unitats fiscals que integraven 778,5 persones, la mediana anual d'ingressos fiscals per persona era de 16.003 €.

### Activitats econòmiques
Dels 36 establiments que hi havia el 2007, 2 eren d'empreses alimentàries, 3 d'empreses de fabricació d'altres productes industrials, 8 d'empreses de construcció, 9 d'empreses de comerç i reparació d'automòbils, 3 d'empreses de transport, 3 d'empreses d'hostatgeria i restauració, 2 d'empreses financeres, 2 d'empreses immobiliàries, 1 d'una empresa de serveis, 2 d'entitats de l'administració pública i 1 d'una empresa classificada com a «altres activitats de serveis».
Dels 14 establiments de servei als particulars que hi havia el 2009, 1 era una oficina de correu, 1 una oficina bancària, 1 taller de reparació d'automòbils i de material agrícola, 2 paletes, 2 guixaires pintors, 1 fusteria, 1 lampisteria, 2 electricistes, 1 perruqueria, 1 restaurant i 1 agència immobiliària.
Dels 2 establiments comercials que hi havia el 2009, 1 era una botiga de menys de 120 m² i 1 una fleca.
L'any 2000 a Sancheville hi havia 25 explotacions agrícoles que ocupaven un total de 1.960 hectàrees.

## Equipaments sanitaris i escolars
L'únic equipament sanitari que hi havia el 2009 era una farmàcia.
El 2009 hi havia 1 escola maternal i 1 escola elemental.

## Poblacions més properes
El següent diagrama mostra les poblacions més properes.